# Naranjito (Porto Rico)
La municipalité de Naranjito, sur l'île de Porto Rico (Code International : PR.NR) couvre une superficie de 73 km² et regroupe 29 241 habitants en 2020.